# La Soledad de Morales
La Soledad de Morales är en ort i Mexiko.   Den ligger i kommunen Pénjamo och delstaten Guanajuato, i den centrala delen av landet, 280 km väster om huvudstaden Mexico City. La Soledad de Morales ligger 1 697 meter över havet och antalet invånare är 212.
Terrängen runt La Soledad de Morales är platt åt sydost, men åt nordväst är den kuperad. Runt La Soledad de Morales är det ganska tätbefolkat, med 124 invånare per kvadratkilometer. Närmaste större samhälle är Pénjamo, 9,3 km väster om La Soledad de Morales. Trakten runt La Soledad de Morales består till största delen av jordbruksmark.